# The Lodge (Úc)
The Lodge (tạm dịch:Ngôi nhà nhỏ) là nơi ở chính thức của Thủ tướng Úc ở thủ đô Canberra. Nó được đặt tại số 5, đường Adelaide, Deakin. Đây là một trong hai nơi ở chính thức của Thủ tướng Chính phủ Úc, nơi kia là biệt thự Kirribilli House tọa lạc tại Sydney.

## Lịch sử

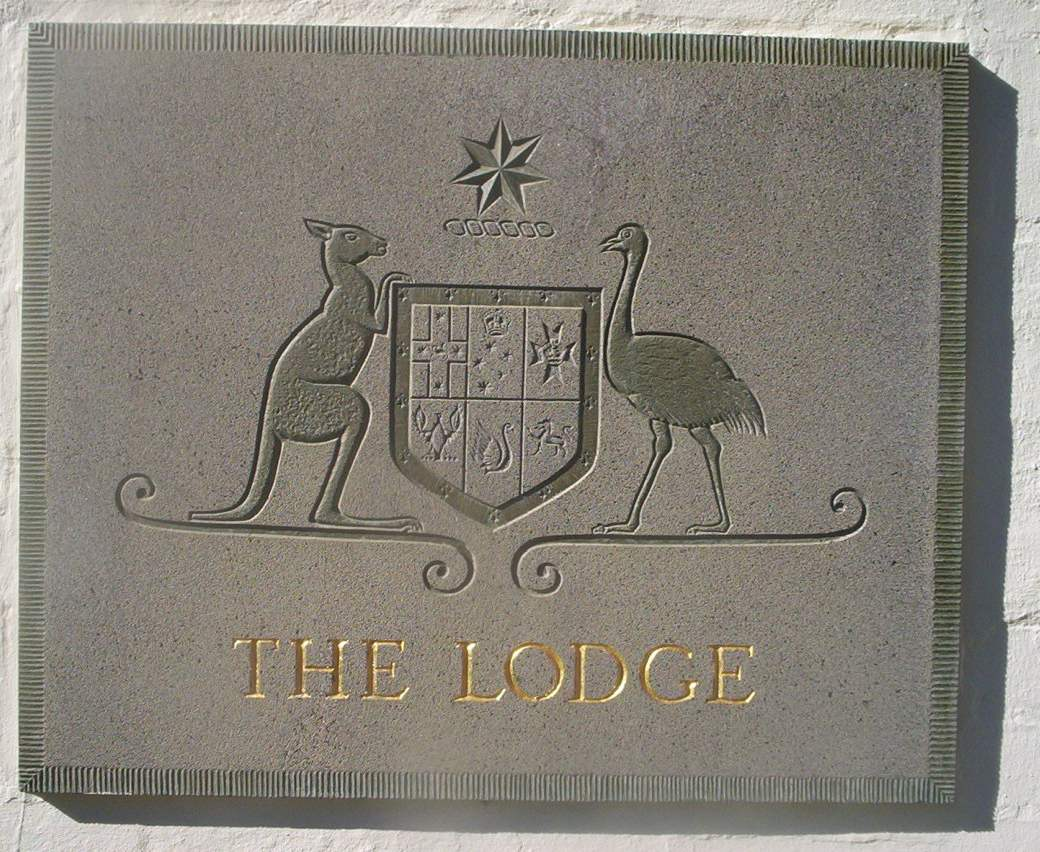
Biển tên trên mặt tiền của The Lodge

The Lodge là một biệt thự gồm 40 phòng theo phong cách Kiến trúc Georgian Phục Hưng ở thuộc địa của Anh, nằm trên một khu đất rộng 18.000 mét vuông. Hiện nay vẫn chưa rõ nguồn gốc tên của tòa nhà này. Tòa nhà được xây ban đầu với mục đích là một chỗ ở tạm thời cho bất kì ai được bầu làm Thủ tướng Úc "cho đến khi một biệt thự xứng tầm hơn với Thủ tướng được xây dựng và tòa nhà này sẽ được sử dụng cho mục đích khác". The Lodge được xây dựng trong khoảng 1926–1927 tiêu tốn số tiền là 28.319 Bảng Úc. Hai kiến trúc sư là Percy A. Oakley và Stanley T. Parkes ở Melbourne; nhà thầu xây dựng là J.G. Taylor ở Sydney. Ruth Lane Poole ở Melbourne có trách nhiệm thiết kế nội thất và đồ đạc gia dụng, bà cũng đã từng thiết kế tương tự cho Phủ Toàn quyền Úc và Tòa nhà chính phủ Úc. The Lodge được dự định là một trong ba biệt thự công của Nhà nước, hai nơi kia dành cho Chủ tọa Hạ viện Úc và Chủ tịch Thượng viện Úc nhưng hai tòa nhà này chưa từng được xây dựng.
Thủ tướng đầu tiên sống trong tòa biệt thự này là Stanley Bruce. Ông cùng vợ là Ethel (họ không có con) chuyển đến ngày 4/5/1927, năm ngày trước ngày khánh thành Tòa nhà Quốc hội Úc vào 9/5. Khi ông trở thành lãnh đạo phe đối lập, người kế nhiệm của ông là James Scullin (1929–32) đã phản đối chi phí hoạt động của The Lodge và đúng như lời ông nói, ông ta và vợ đã sống tại Khách sạn Canberra (nay là Khách sạn Hyatt) trong suốt nhiệm kỳ Thủ tướng của mình. Tuy nhiên, Thủ tướng kế tiếp Joseph Lyons lại lựa chọn The Lodge, và tất cả các Thủ tướng sau đó đều đã lựa chon nơi đây làm nơi ở chính thức, ngoại trừ:
- Ben Chifley (1945–49), ông đã lựa chọn Hotel Kurrajong, nơi rất nhiều chính trị gia Đảng Lao động Úc sinh sống và về sau ông đã qua đời tại đây.[7][8]
- John Howard (1996–2007), ông chỉ ở The Lodge khi đến Canberra trong các kì họp Quốc hội và Chính phủ, còn phần lớn thời gian ông sống ở Kirribilli House, Sydney. Trong nhiệm kỳ của ông Kirribilli House đã được Chính phủ dùng làm nơi hội họp hay quyết định các vấn đề của đất nước vì Howard quê ở Sydney.

Khi Julia Gillard trở thành Thủ tướng thay thế Kevin Rudd vào ngày 24/6/2010 sau cuộc bầu cử lãnh đạo Đảng Lao động Úc, bà đã tuyên bố là sẽ không chuyển đến The Lodge cho đến khi nào bà "nhận được sự tin tưởng hoàn toàn của nhân dân Úc để trở thành Thủ tướng" sau một cuộc bầu cử; thay vào đó bà vẫn tiếp tục sống tại căn nhà ở Altona, Melbourne và căn hộ ở Canberra. Theo kết quả của cuộc bầu cử liên bang Úc, 2010 bà Gillard đã dẫn dắt Đảng của mình thành lập Chính phủ thiểu số, sau đó bà chuyển đến sống tại The Lodge vào ngày 26/9/2010.
Trong số ba Thủ tướng Úc qua đời khi đang tại vị, chỉ có một người mất tại The Lodge là John Curtin vào năm 1945.

## Tu bổ và sửa chữa
Tòa nhà mang đậm phong cách thuộc địa Mỹ, toàn bộ các bức tường được ốp gỗ nhuộm màu từ sàn nhà cho tới chạm sàn tầng trên. Lối vào tầng trệt dẫn thẳng tới một lối vào hội trường. Bên trái của lối vào là phòng ăn và chái nhà của bộ phận phục vụ bao gồm khu nhân viên. Bên phải của là phòng lễ tân, một phòng tiếp khách, phòng làm việc và thư viện (ban đầu dự định là phòng bi-a). Cầu thang chính giữa nhà dẫn thẳng lên một chiếu nghỉ có phòng làm việc của vợ/chồng Thủ tướng, sau đó chia thành hai cầu thang hai bên dẫn lên tầng hai tại một sảnh lớn (vị trí ngay trên cửa chính ra vào). Trên tầng hai là các phòng riêng và phòng nghỉ của khách, bao gồm một phòng làm việc, sáu phòng ngủ, phòng khách, phòng giải trí và một phòng bi-a/trò chơi.

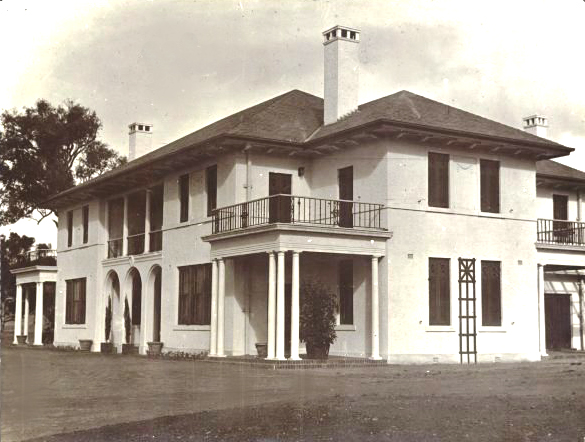
The Lodge, ngay khi vừa mới hoàn thành năm 1927

Khi Robert Menzies trở thành Thủ tướng vào năm 1939, gia đình ông chuyển đến The Lodge. Pattie Menzies đã quyết định sửa sang căn nhà một cách toàn diện. Phòng ngủ tạm thời được xây cho gia đình đông con của Thủ tướng Joseph Lyons ở ban công phía trước được tháo dỡ. Thảm và đồ đạc cũ đã được thay thế và máy sưởi dầu được lắp đặt.

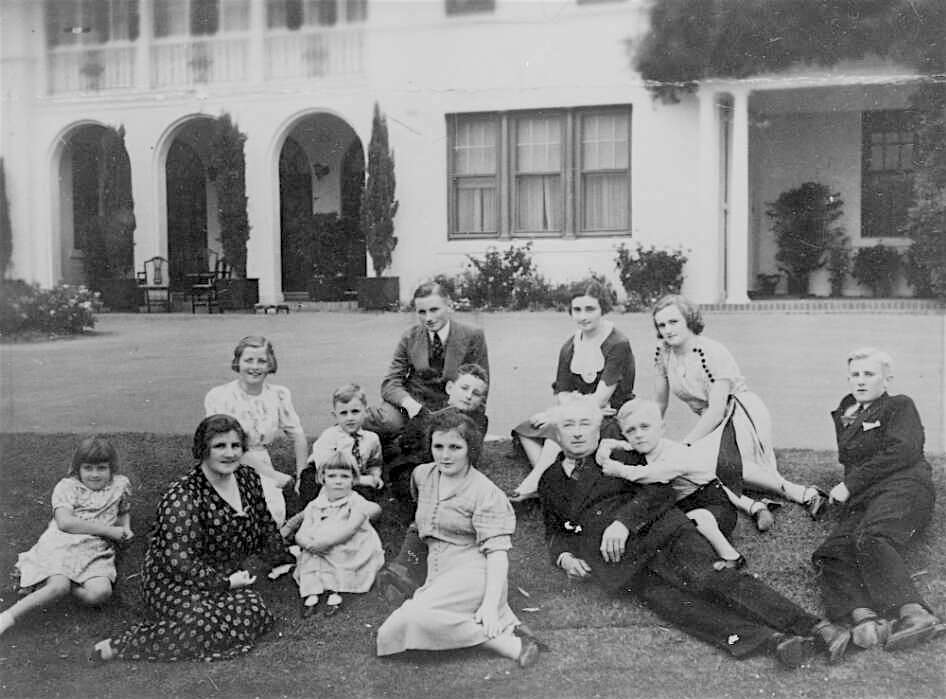
Gia đình Lyon trong những năm 1930 trên bãi cỏ của The Lodge

The Lodge cũng đã trải qua một số thay đổi lớn trong những năm 1960. Khi Harold Holt đến ở, vợ ông là Zara Holt đã thay đổi hoàn toàn diện mạo căn nhà. Tất cả các rèm cửa và thảm bị tháo ra. Sàn nhà được trải thảm xanh ngọc lục bảo nổi bật. Các cửa sổ vòm cao ở lối vào đã được che bằng rèm lượn sóng màu trắng. Một cột cờ nhỏ treo quốc kỳ Úc được đặt ở chiếu nghỉ. Gây nhiều tranh cãi nhất là việc đổi màu sơn tường của ba phòng tiếp khách. Sau khi được hoàn thành, các bức tường sẫm màu tro núi lửa được phủ hết một lớp sơn bóng màu trắng. Những bức tường sáng màu vẫn là nền cho những bức ảnh chụp tại The Lodge trong năm đời thủ tướng tiếp theo.

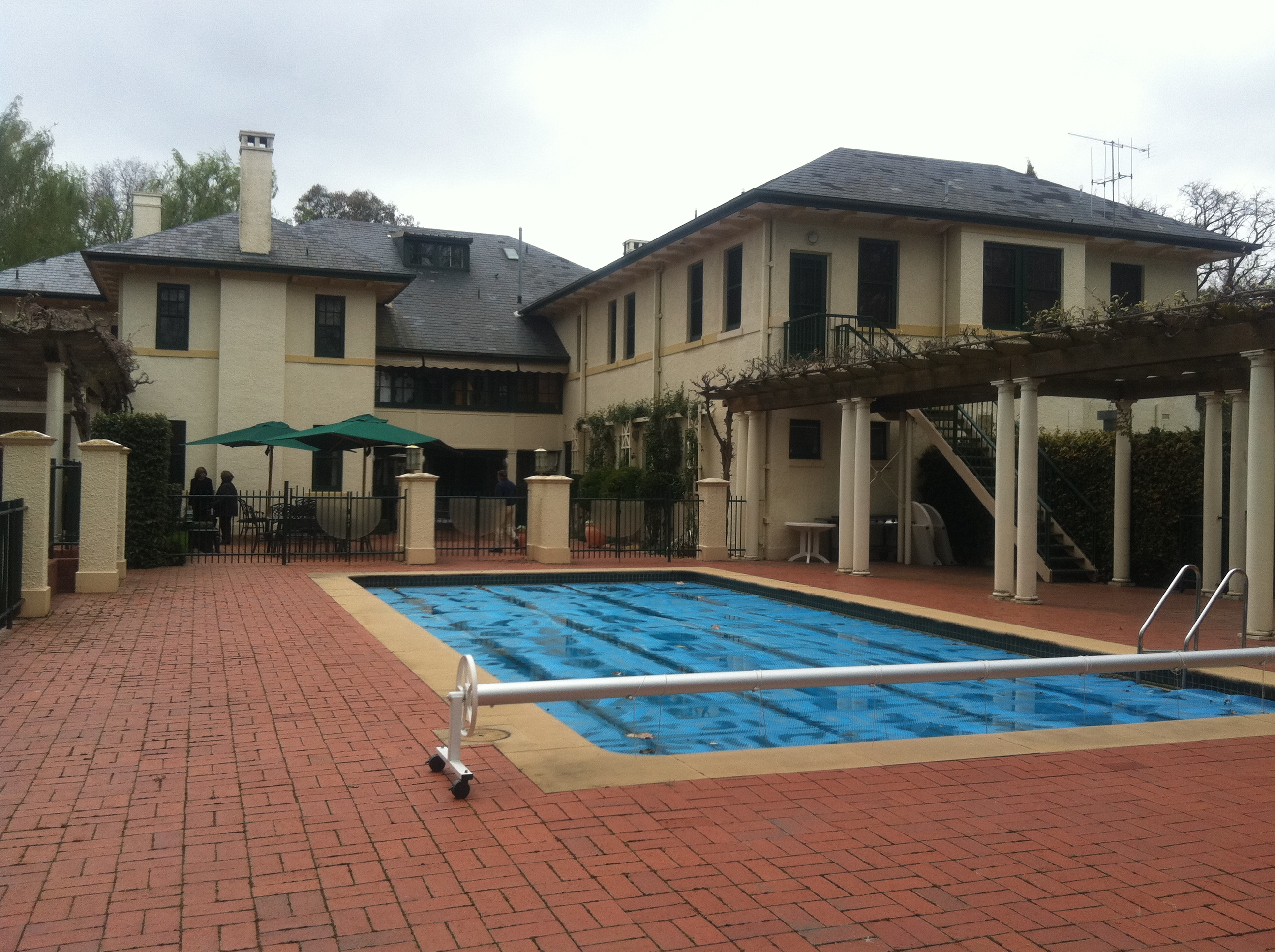
The Lodge năm 2011 trước khi sửa chữa mái. Nhìn từ phía sau có bể bơi và khu tiệc nướng BBQ

Khi Thủ tướng John Gorton chuyển đến, Bettina Gorton với khả năng thực tế trong việc sửa chữa trang trại đã nhanh chóng phải đối mặt với những vấn đề là hậu quả của những trang trí không hợp lý của Zara Holt. Bà đã sửa chữa trần nhà bị dột đe dọa làm hỏng giấy lụa dán tường trong 'Phòng Thiên Nga' và giảm bớt cường độ màu sắc rực rỡ hơn trong trang trí nội thất. Nhưng dấu ấn lâu dài của Bettina Gorton tại The Lodge là ở khu vườn. Trong nhiệm kỳ của Gortons, một bức tường được xây bao xung quanh The Lodge,vừa là một biện pháp tăng cường an ninh và để ngăn chặn việc lấn đất của người dân sống trên đường Adelaide ở phía đông tòa biệt thự. Sau khi bức tường đã được hoàn thành, Bettina Gorton tạo ra một khu vườn trồng toàn thực vật bản địa Úc. Vợ chồng Thủ tướng Gortons còn xây dựng một hồ bơi và một sân chơi ở góc phía đông bắc của khu đất.
Nhiều tu bổ lớn cũng đã được thực hiện trong khoảng 1977-1978 để nâng cấp khu nhà bếp và nhân viên, mở rộng phòng ăn chính. Gia đình Frasers tiếp nhận The Lodge chín năm sau cuộc tân trang của Zara Holt, họ đã nhận được một ngôi nhà ảm đạm và không hề tiện lợi cho những người mới đến. Giấy dán tường bắt đầu bong tróc từ trên trần phòng, nhiều vết nứt đã xuất hiện trên các bức tường phòng tắm. Tamie Fraser nghĩ rằng cách bố trí của ngôi nhà là không hợp lý, khu phục vụ không đủ lớn và như mọi người đã ở từ năm 1927 đều nhận thấy phòng ăn quá nhỏ. Trong số các khách đến chơi tại The Lodge của Frasers còn có cả Thân vương xứ Wales, Nữ vương và Công tước zứ Edinburgh vào năm 1977.
Nhiệm vụ đầu tiên Tamie Fraser tiến hành là bổ sung cho các trang bị thiết yếu vẫn được sử dụng từ năm 1927 như đồ sứ mạ vàng của hãng Royal Doulton để dùng trong bữa ăn. Chúng có một biểu tượng đặc biệt được thiết kế bởi Ruth Lane Poole vào năm 1926 có chữ P và chữ M đan vào nhau (PM là viết tắt của 'Prime Minister' nghĩa là Thủ tướng), biểu tượng này cũng được chạm khắc vào lưng của ghế phòng ăn. Điều thú vị là người đàn ông được Tamie Fraser thuê đóng ghế phòng ăn vào năm 1977 chính là người đã sản xuất bộ bàn ghế này năm mươi năm trước. Mặc dù cuộc mua sắm đắt tiền này đã tạo ra một tranh cãi sôi nổi, nhưng vẫn không ngăn cản được Tamie Fraser chiến đấu để đảm bảo những thay đổi lớn của bộ phận phục vụ và phòng ăn trong năm 1978. Bà đã chọn kiến trúc sư Guilford Bell để giám sát việc tu sửa và trang trí lại phòng chính. Mười năm sau khi Zara Holt áp dụng chương trình trang trí lộng lẫy của mình vào The Lodge, Tamie Fraser đưa các phòng chính trở lại với màu sắc cổ điển và phong cách, với tường sơn màu kem và thảm Berber trắng.
Một số việc phục hồi đáng chú ý của tòa nhà diễn ra vào thập niên 80 khi Bob Hawke là Thủ tướng. Phu nhân Hawke là bà Hazel trong tám năm ở đây đã thành lập Quỹ Australiana. Quỹ Australiana được khởi xướng bởi Tamie Fraser sử dụng để quyên góp các tác phẩm nghệ thuật và đồ nội thất cho bốn tòa nhà của Nhà nước: Tòa nhà Chính phủ Úc, The Lodge, Phủ Toàn quyền Úc và Kirribilli House. Hazel Hawke được biết đến vì đã tìm kiếm và mua lại được chiếc piano thuộc sỏ hữu của The Lodge do hãng Beale (hãng sản xuất Piano đầu tiên của Úc) sản xuất. Chiếc piano, được Ruth Lane Poole chọn vì nó vừa vặn với thiết kế ban đầu của phòng giải trí, sau đó được đem cho Học viện âm nhạc Canberra mượn để tập luyện và không được trả lại The Lodge nữa. Hawke cũng trang trí lại căn phòng trên tầng lửng chỗ chiếu nghỉ của The Lodge như văn phòng của mình, mà bà gọi là căn phòng yêu thích, nơi bà đã dành phần lớn thời gian ở đấy.
Khi Gia đình Keatings đến The Lodge vào năm 1991, họ đã thực hiện một số thay đổi đối với các đồ nội thất như di chuyển tủ sách khổng lồ William Rojo được mua bởi Quỹ Australiana vào lưu trữ và mua ghế sofa mới cho 'Phòng Nâu'. Không giống như nhiều gia đình Thủ tướng trước đó, Keatings muốn biến The Lodge thành một không gian riêng tư và không thường xuyên mời khách đến thăm chính thức.
Mặc dù gia đình Howards chủ yếu sống tại Kirribilli House ở Sydney, điều này không ngăn cản được họ sửa sang The Lodge. Từ năm 2000 đến năm 2005, khu vực lễ tân đã được dần dần nâng cấp với sự hỗ trợ của nhà thiết kế nội thất Mary Durack. Hai phòng tiếp khách chính, Phòng Buổi Sáng và Phòng giải trí, được trang trí lại thành cùng một phong cách để bổ sung cho nhau chứ không phải là hai phòng riêng biệt như trước đây nữa. Phòng ăn và phòng nghỉ cũng đã được tân trang lại.
Thủ tướng kế nhiệm Howard là Kevin Rudd tiếp tục truyền thống bằng cách sống ở The Lodge. Julia Gillard kế nhiệm Rudd cũng như thông lệ sống chủ yếu ở The Lodge.
Tháng 10 năm 2011, Bộ Tài chính và Cải cách công bố rằng việc nâng cấp và sửa chữa là cần thiết cho The Lodge được ước tính sẽ mất 18 tháng để hoàn thành. Hoạt động nâng cấp được coi là cần thiết và khẩn cấp bao gồm: mái nhà, vật liệu cách nhiệt, máng xối, ống nước, loại bỏ các vật liệu độc hại, sưởi ấm và làm mát, hoàn chỉnh lại hệ thống cáp điện và thay thế lực lượng Cảnh sát Liên bang Úc bảo vệ ngôi nhà. Trong một cuộc phỏng vấn với ABC News, Bộ trưởng Gary Gray cho biết tổng cộng chi phí có thể lên đến hàng triệu đô la.

## An ninh
The Lodge luôn được duy trì mức độ an ninh cao xung quanh căn nhà. Tòa biệt thự có nhiều tính năng bảo mật trong việc bảo vệ Thủ tướng và gia đình, bao gồm việc sử dụng nhiều camera an ninh, bảo mật sinh trắc học, hàng rào cao, cửa sổ chống vỡ và một phòng an toàn.

## Gallery

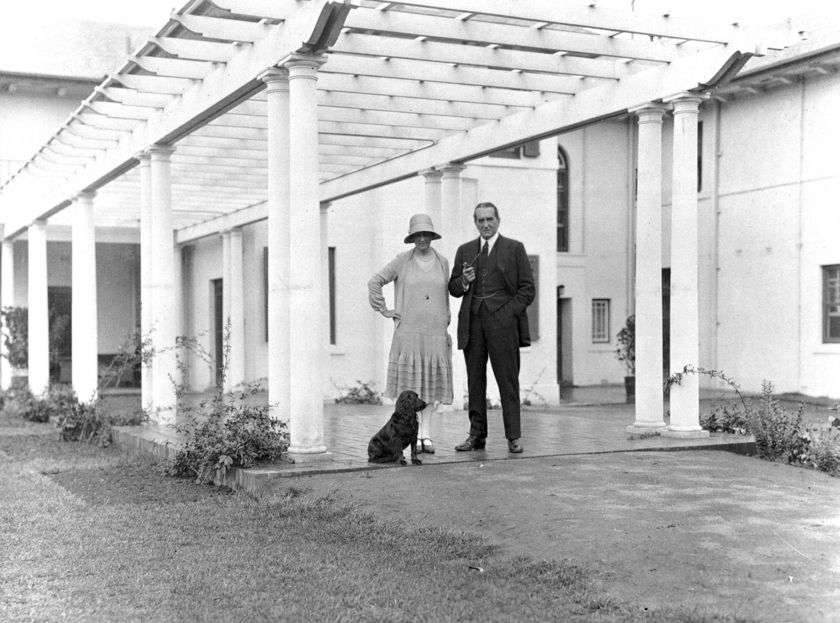
Vợ chồng Bruces ở The Lodge năm 1928.
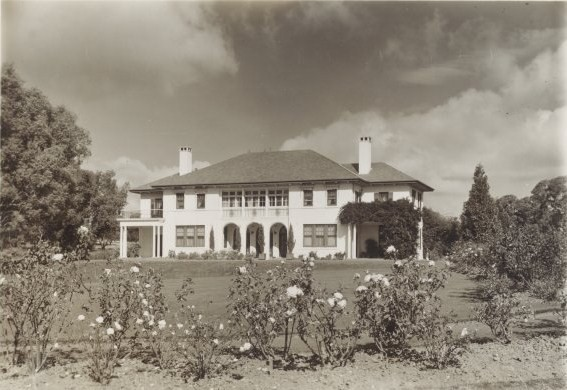
The Lodge trong thập niên 50.
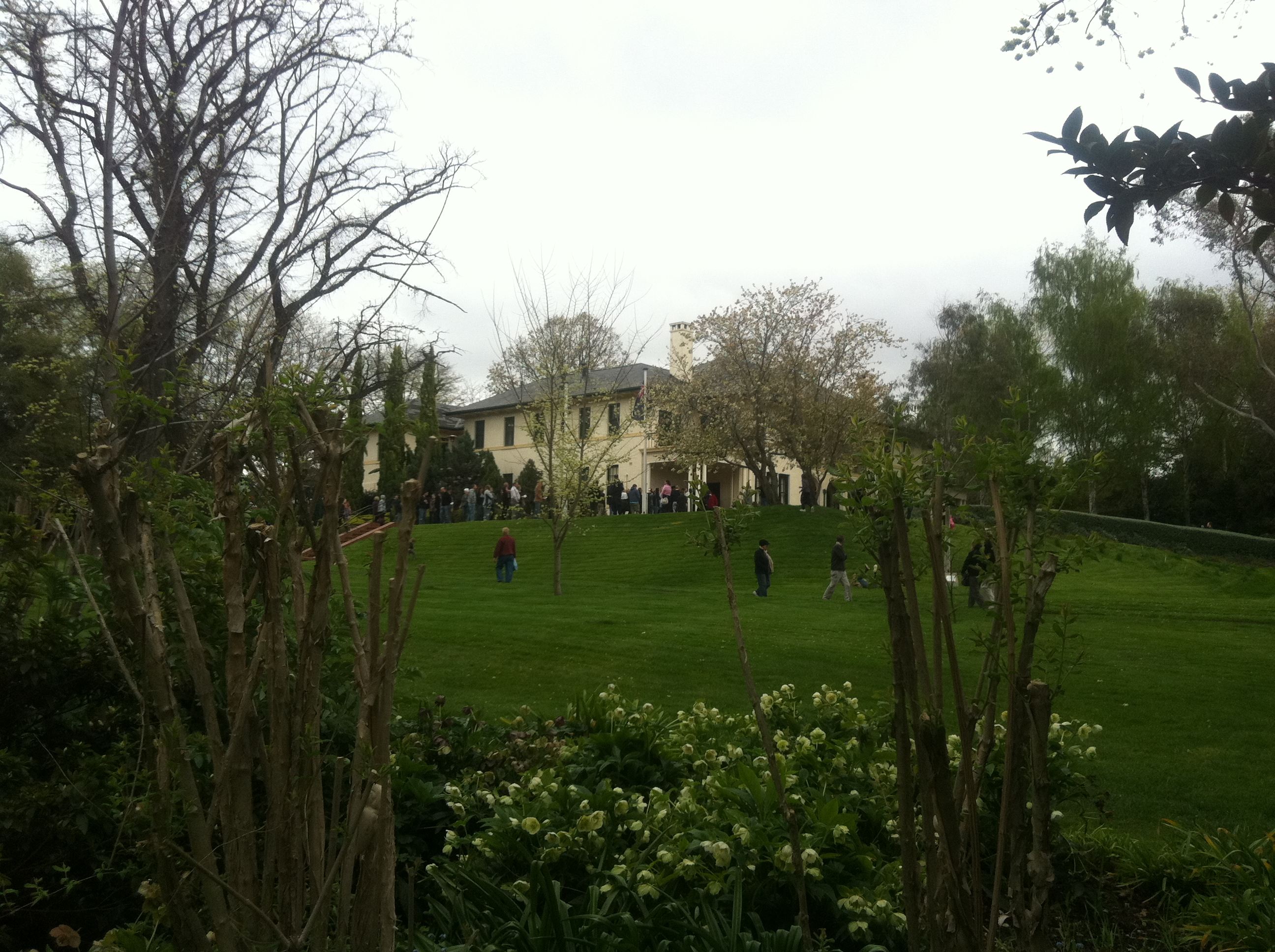
The Lodge năm 2011 nhìn từ khu vườn.